# سارونو
سارونو (به ایتالیایی: Saronno) یک کومونه در ایتالیا است که در استان وارزه واقع شده‌است.

## خصوصیات
سارونو ۱۰٫۸۴ کیلومترمربع مساحت و ۳۸٬۵۹۸ نفر جمعیت دارد و ۲۱۲ متر بالاتر از سطح دریا واقع شده‌است.

## خواهرخوانده
شهر Challans خواهرخواندهٔ سارونو هست.